# Sword Art Online: Infinity Moment
Sword Art Online: Infinity Moment (ソードアート・オンライン -インフィニティ・モーメント-?, Sōdo Āto Onrain: Infiniti Mōmento) è un videogioco di ruolo basato sulla serie di light novel Sword Art Online di Reki Kawahara. Sviluppato da Aquria e pubblicato da Bandai Namco Games per la console portatile PlayStation Portable il 14 marzo 2013 esclusivamente in Giappone, uscì sia in edizione standard che in una limitata. Il sequel del gioco si intitola Sword Art Online: Hollow Fragment, uscito su PlayStation Vita, il quale funge anche da remake dato che è un'edizione riveduta ed ampliata di Infinity Moment.

## Trama
Il gioco segue una trama alternativa dalla fine del primo arco narrativo della storia originale, nel quale un glitch fa sì che Kirito e gli altri giocatori rimangano confinati a Sword Art Online nonostante abbiano sconfitto Heathcliff, inoltre altri personaggi provenienti dal secondo e dal terzo arco della storia, ovvero Leafa (sorella adottiva e cugina di Kirito) e Sinon, vengono risucchiate a loro volta all'interno del gioco.

## Modalità di gioco
Lo stile di gioco ha molte somiglianze con altri MMORPG, nonostante ciò non è un gioco online; il giocatore può acquistare e potenziare le proprie armi, andare in missione e combattere in gruppo con altri personaggi controllati dal computer come ad esempio Asuna. Il protagonista, Kirito, può essere equipaggiato con dieci diversi tipi di armi, come spade e asce.

## Sviluppo
Il gioco fu pubblicato il 14 marzo 2013 in Giappone per PlayStation Portable. Nel giugno 2014, Bandai Namco pubblicò una patch che andava ad aggiungere una nuova modalità di gioco, che ampliava la giocabilità successiva al completamento della storia principale.

## Accoglienza
Sword Art Online: Infinity Moment ha venduto 138 180 copie nella prima settimana d'uscita, finendo per arrivare in cima alle classifiche di vendita. Nel giugno 2013 il numero ammontò a 200 000 copie. Famitsū gli conferì come voti: 8, 7, 7 e 7 su 10, totalizzando un punteggio di 29 su 40.

## Remake
Il gioco ebbe un remake in HD uscito per PlayStation Vita con il titolo Sword Art Online: Hollow Fragment. Alcune caratteristiche, quali i punti totalizzati dal giocatore e le abilità, potevano essere trasferite tramite i file di salvataggio da Infinity Moment a Hollow Fragment.